# Satellitstat
Satellitstat, satellit, är en stat som formellt är självständig, men som i praktiken är starkt beroende av eller helt behärskas av en angränsande stormakt. 
Under kalla kriget användes beteckningen satellitstat flitigt av västmakterna för att beskriva de av kommunistiska partier styrda stater i östblocket som efter 1945 och fram till början av 1990-talet var starkt beroende av Sovjetunionen. Beteckningen användes också i östblocket och av vänsterorienterade grupper för att beskriva de antikommunistiskt styrda stater som var starkt beroende av USA, bland annat Sydvietnam, Sydkorea och Taiwan.
Vissa kommentatorer har faktiskt uttryckt oro för att USA:s militära och diplomatiska interventioner i Mellanöstern och på andra ställen kan leda, eller kanske redan ha lett, till förekomsten av amerikanska satellitstater. William Pfaff har varnat för att en permanent amerikansk närvaro i Irak skulle "vända Irak till en amerikansk satellitstat". Termen har också använts tidigare för att beskriva förhållandet mellan Libanon och Syrien, eftersom Syrien har anklagats för att ingripa i libanesiska politiska angelägenheter. Dessutom har Swaziland och Lesotho båda beskrivits som satellitstater av Sydafrika.